# داش‌آتان (مراغه)

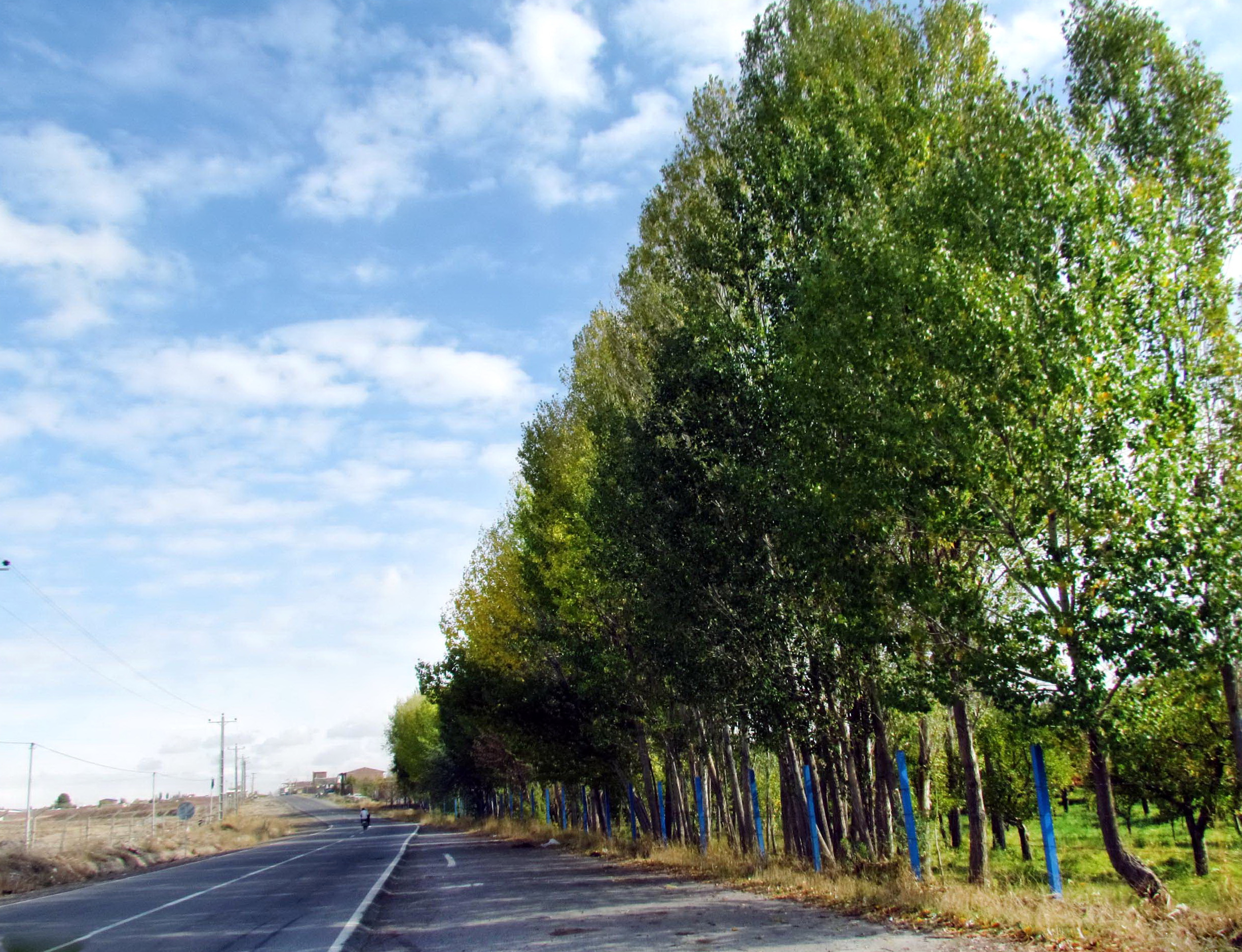
طبیعت روستای داش اتان

داش‌آتان یکی از روستاهای استان آذربایجان شرقی است که در دهستان سراجوی شمالی بخش مرکزی شهرستان مراغه واقع شده‌است.